# أولريكه ألموت زانديج
أولريكه ألموت زانديج Ulrike Almut Sandig (ولدت في 15 مايو 1979 في جروسنهاين) هي كاتبة ألمانية.

## حياتها
درست علوم الصحافة والدين والإندولوجيا ثم درست الأدب في المعهد الأدبي الألماني. نشرت أول مجموعة شعرية لها في عام 2005 بعنوان Zunder. كما أن لها أعمالا نثرية ونقدية، نشر في العديد من الأنتولوجيات والمجلات الأدبية. واشتركت مع الشاعر يان كولبروت في تحرير مجلة EDIT الأدبية في لايبزج. وهي تقيم حاليا في برلين مع عائلتها.